# Tweede Slag om Mesen

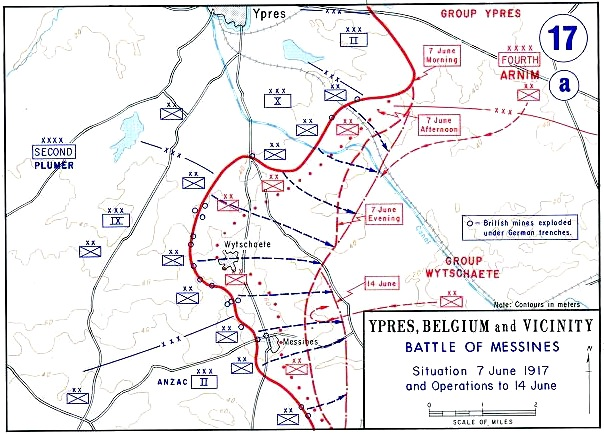
Verloop van de slag

De Tweede Slag om Mesen, ook bekend als Mijnenslag (van Mesen), was een belangrijk gevecht tijdens de Eerste Wereldoorlog, gestreden aan het westfront in 1917. Internationaal is de slag bekend onder de Franse naam van Mesen, Messines (Battle of Messines), omdat de meeste kaarten van die tijd het dorp als Messines aangaven.

## Voorgeschiedenis
Tussen 30 oktober en 3 november 1914 was er al zeer veel gevochten rond Mesen in De Slag van London Scottish Regiment, ook bekend als Eerste Slag om Mesen, eigenlijk een bedrieglijke naam, want de meeste gevechten waren in Wijtschate. Mesen was ingenomen op 1 november 1914 door de Duitsers omdat dat van strategisch belang was. Als men Mesen bezat, kon men de hele streek aan de west- en zuidkant min of meer domineren: Mesen ligt op een 80 meter hoge heuvel met een omtrek van 45 meter. (Zie ook Wijtschateboog.)

## 19 mijnen
De Tweede Slag om Mesen viel op 7 juni 1917. De Britse troepen, onder leiding van generaal Plumer, hadden bijna anderhalf jaar tunnels gegraven om tot onder de stellingen van de Duitsers te geraken. De tunnels liepen van Hill 60 in het noorden tot aan Ploegsteert in het zuiden.
De aanval was eigenlijk al ingezet op 3 juni met hevigere bombardementen die aanhielden tot 7 juni. Toen lagen er al 100.000 soldaten van het Tweede Leger van de Engelsen klaar om aan te vallen. Het was een heldere nacht en de maan scheen. Plots vielen de Engelse bombardementen stil, de Duitsers waren geschrokken en begonnen zelf te schieten. Twintig minuten later, in de vroege ochtend (3.10 uur) brak de hel los: 19 mijnen explodeerden. In totaal was er 431.700 kilogram explosieven (ammonal). De schok voelde aan als een aardbeving, volgens sommige verslagen kon men deze voelen tot in Parijs en kon Lloyd George, de eerste minister van het Verenigd Koninkrijk, het horen in Londen.

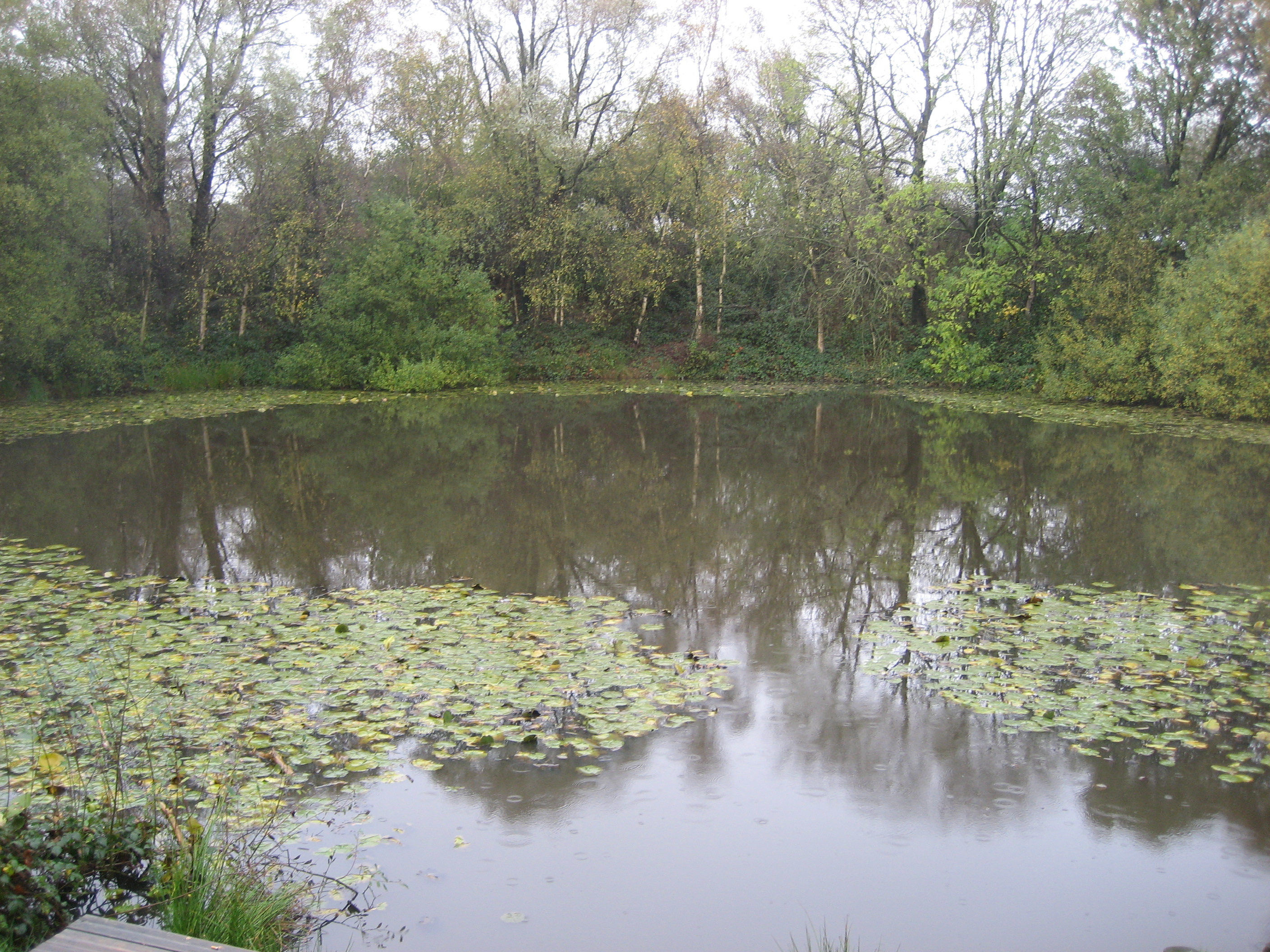
Lone Tree Crater, Pool of Peace

Van de vierentwintig geplaatste mijnen konden de Duitsers er één onschadelijk maken in 1916. Dit was de mijn onder Petit Douve tussen Ploegsteert en Mesen. Op 17 juli 1955 is er nog een mijn ontploft door de bliksem, waarbij geen doden vielen, bij The Birdcage bij Ploegsteert. Het gaat om de meest zuidelijke gelegen mijn. Nu blijven er nog altijd drie mijnen over die niet ontploft zijn. Hoewel er een twijfel bestaat dat deze mijnen nog steeds springstof bevatten. Het bekendste restant van de Mijnenslag is Krater 11 in Wijtschate, beter gekend onder de naam "Pool of Peace", een krater met een diameter van 76 meter.

## Groot succes voor de geallieerden

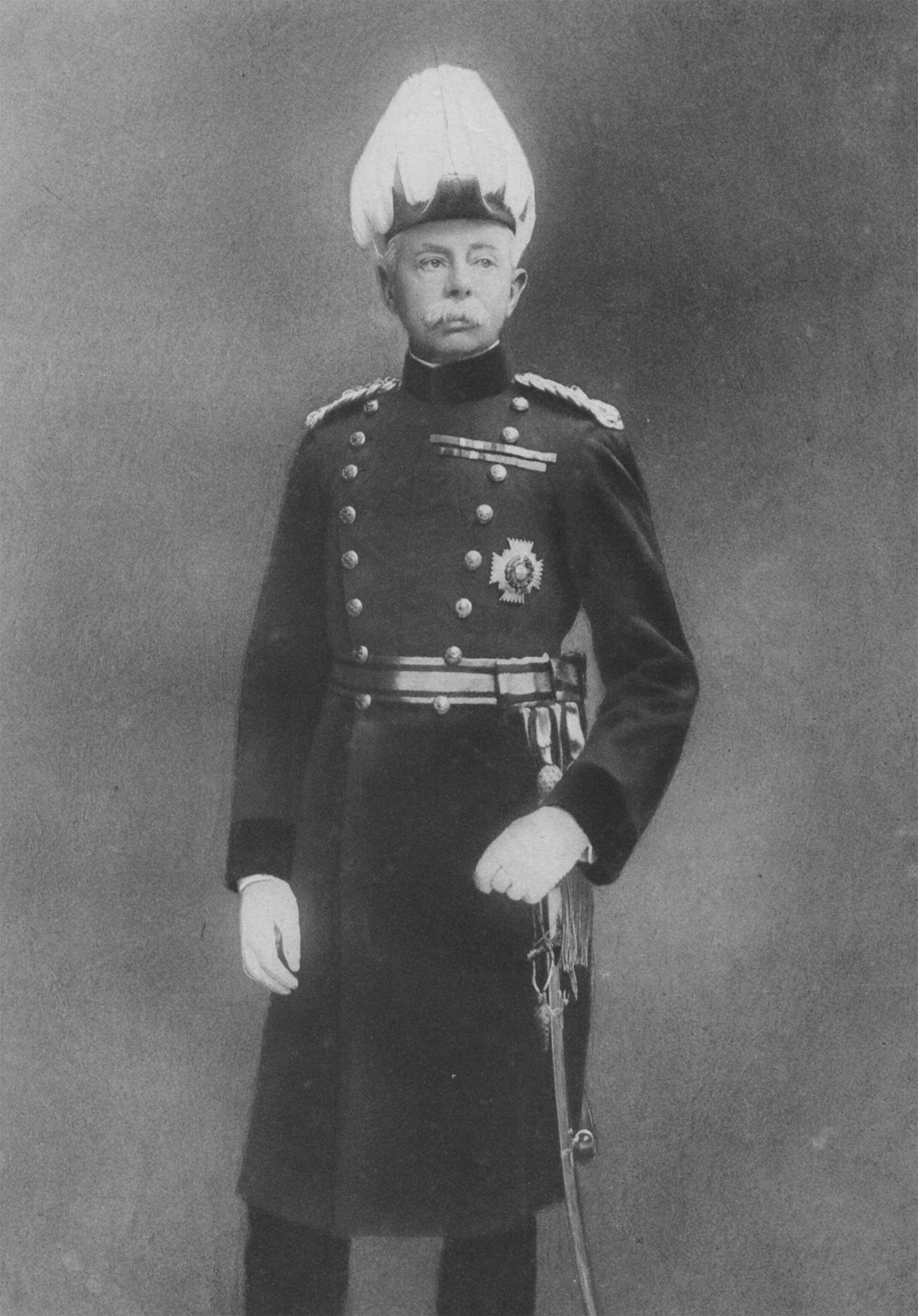
Gen. Herbert Plumer

Met de daarop volgende aanval konden de Britten en de Australiërs de heuvelkam Mesen-Wijtschate veroveren. Vooral het Tweede Leger van de Engelse, onder leiding van Plumer maakte vlug vooruitgang. De slag was op 14 juni 1917 afgelopen. Het dodental was enorm: ongeveer 25.000 Duitse en 17.000 Britse soldaten. Maar de positieve sfeer bij de Geallieerden kon niet kapot: voor de eerste keer aan het westelijke front waren er meer doden aan de kant van de verdedigers dan aan de kant van de aanvallers. Na deze aanval hadden de Geallieerden 7 kilometer terreinwinst: in de loopgravenoorlog van 14-18 was dat een groot succes.
Op 10 en 11 april 1918 werd Mesen opnieuw door de Duitsers veroverd, maar op 28 september 1918 werd het opnieuw bijna volledig bevrijd door de Nieuw-Zeelandse troepen.

## Het vervolg
De Tweede Slag om Mesen was een voorloper van de Derde Slag om Ieper, beter gekend als de Slag om Passendale (Passchendaele).

## Slag om Mesen... of Slag om Wijtschate?
De Engelsen hebben het altijd over "The Battle of Messines Ridge". Toch zou het ook logisch zijn om "The Battle of Wytschaete" te zeggen. De Duitsers schrijven ook meestal "der Schlacht am Wytschaete-Bogen", omdat Wijtschate in het midden van het veroverde gebied lag. Maar het probleem voor de Engelsen was dat bij Wijtschate het 16e Ierse Divisie Regiment lag - een katholiek Iers regiment. De Engelsen wilden niet dat de Ieren met de eer zouden gaan lopen, daarom kozen ze Messines als benaming, en dat is dan ook overgenomen door de Nederlandstalige geschiedschrijvers, maar dan als Mesen.
Deze kwestie komt een aantal keren aan bod in de Belgische tragikomedie Eigen Kweek.